# Hồi giáo tại Bulgaria
Hồi giáo (tiếng Bulgaria: Ислам; tiếng Anh: Islam in Bulgaria) là tôn giáo lớn thứ hai của Bulgaria, sau Cơ Đốc giáo. Cuộc điều tra dân số năm 2011 thông qua rằng Bulgaria có 577,139 người Hồi giáo hoặc Hồi giáo chiếm 7.8% dân số. Tuy nhiên, theo hầu hết các ước tính hiện đại, người Hồi giáo chiếm 13% dân số Bulgaria. Theo ước tính gần đây nhất thông năm 2017, người Hồi giáo chiếm 15% dân số Bulgaria, tăng từ 13% trong giai đoạn 2013 - 2017.